# André Bramard
Pour les articles homonymes, voir Bramard.
André Bramard, né le 15 mai 1915 à Cenon et mort le 7 septembre 2009 dans la même commune,, est un coureur cycliste français. Il est considéré comme un des meilleurs cyclistes girondins de sa génération.

## Biographie
André Bramard est originaire de Cenon, une commune située dans le département de Gironde. Il participe à ses premières courses cyclistes en 1931.
En 1935, il se distingue au niveau régional en obtenant sept victoires, sous les couleurs du SA Bordelais. Il s'impose également à douze reprises en 1936. Après ses performances, il commence son service militaire et prend une licence d'aspirant en 1937. Durant cette saison, il dispute le Tour de France en tant que coureur individuel. Un douleur au genou le contraint cependant à l'abandon dans la huitième étape. Il continue toutefois sa carrière avec un statut d'aspirant. En 1939, il remporte notamment une étape du Tour du Sud-Ouest et le championnat régional de Gironde. Il doit de nouveau participer au Tour de France, mais l'Armée ne lui accorde pas de permission. 
En 1946 et 1947, il est sacré champion de France des sociétés, avec plusieurs de ses coéquipiers de l'ASPTT Bordeaux. Il poursuit ensuite la compétition comme cycliste indépendant, en brillant exclusivement au niveau local. En 1949, il devient marchand de cycles. On le retrouve néanmoins engagé dans des courses jusqu'en 1952.

## Palmarès et résultats

### Palmarès par année
- 1938
  - 2e de Bordeaux-Angoulême
- 1939
  - Championnat de Gironde sur route
  - Une étape du Tour du Sud-Ouest
- 1946
  -  Champion de France des sociétés
  - Grand Prix de l'Armagnac
  - 3e de Bordeaux-Saintes
- 1947
  -  Champion de France des sociétés
- 1949
  - Tour de l'Armagnac

### Résultats sur les grands tours

#### Tour de France
1 participation
- 1939 : abandon (8e étape)